# Майкл Річард Делгадо де Олівейра
Майкл Річард Делгадо де Олівейра (порт. Michael Richard Delgado de Oliveira; нар. 12 березня 1996, Пошореу, штат Мату-Гросу) — бразильський футболіст, нападник клубу «Фламенгу».

## Біографія
Майкл — старший із чотирьох братів і сестер, почав займатися футболом у віці семи років у Молодіжному центрі міста Пошореу, куди його привів батько Мануел Месіас. Майкл у школі мав великі проблеми з дисципліною, він поміняв безліч шкіл, і часто домагався того, щоб його виганяли з класу, щоб зайвий раз пограти у футбол. У підлітковому віці він стикнувся з кримінальним життям, почав вживати наркотики і торгувати ними, на життя складного підлітка шість разів робили замах через його борги.
У віці 16 років Мішаел став на шлях виправлення — його відправили до тітки в Гоянію, і там він почав грати за молодіжний склад однойменного клубу. До 19 років він зумів повністю подолати пристрасть до наркотиків і поступово його футбольна кар'єра стала розвиватися. У тому віці навернувся до християнства.
У 2015 році Майкл почав грати на аматорському рівні за команду «Монте-Крісту». Наступного року грав за дорослу команду «Гоянії», а на початку 2017 року перейшов до «Гоянезії». У цій команді він не отримував жодних грошей, заявивши керівництву «дайте мені їжу та місце для тренувань, я не хочу зарплату».
У квітні 2017 року підписав контракт із найтитулованішим клубом штату, «Гоясом». Нападник досить успішно вписався в новий колектив, і в 2018 став одним з провідних гравців у своїй команді, яка за підсумками сезону заробила путівку до Серії A. Сезон 2019 він провів ще успішніше, забивши за «Гояс» у Серії A та чемпіонаті штату 16 голів.
20 січня 2020 року «Фламенго» оголосило про підписання з Майклом контракту до 2024 року. 29 лютого нападник відзначився першим забитим голом за «рубро-негрос» у матчі Ліги Каріоки проти «Кабуфрієнсе»; гра завершилася перемогою «Фла» з рахунком 4:1, а футболіст також відзначився результативним пасом на Габігола. За підсумками сезону 2020 року «Фламенго» вдруге поспіль став чемпіоном Бразилії, для Майкла це був перший подібний титул.
2021 рік нападник почав дуже успішно. Він відзначився великою кількістю результативних передач партнерів. 11 квітня з'явився на заміну наприкінці матчу за Суперкубок Бразилії проти «Палмейраса» (2:2), і в серії післяматчевих пенальті успішно реалізував свою спробу; «Фламенго» обіграв суперника в цій серії з рахунком 6:5 і став володарем трофею. У розіграші Кубка Лібертадорес провів сім матчів і відмітився переможним голом у ворота «Дефенси і Хустісії» (1:0) у першій (гостьовій) грі 1/8 фіналу. За сумою двох матчів «рубро-негрос» виграли з рахунком 5:1. Згодом «Фламенго» дійшов до фіналу турніру, де 27 листопада поступився «Палмейрасу». У грі 29 туру Серії A, що пройшла 30 жовтня, Майкл забив єдиний і переможний м'яч у ворота лідера чемпіонату «Атлетіко Мінейро».
27 січня 2022 року уклав контракт з саудівським клубом «Аль-Гіляль» (Ер-Ріяд) до 2024 року. Він дебютував за клуб 6 лютого 2022 року під матчу клубного чемпіонату світу в ОАЕ, вийшовши на 37-й хвилині другого тайму замість Салема Ад-Давсарі. Здобувши перемогу, клуб вийшов до півфіналу турніру. Наступного року бразилець дійшов з командою до фіналу турніру.

## Досягнення
- Чемпіон штату Ріо-де-Жанейро (2): 2020, 2021
- Чемпіон штату Гояс (1): 2018
- Чемпіон Бразилії (1): 2020
- Володар Суперкубка Бразилії (3): 2020, 2021, 2025
- Володар Рекопи Південної Америки (1): 2020
- Фіналіст Кубка Лібертадорес (1): 2021
- Чемпіон Саудівської Аравії (2): 2021/22, 2023/24
- Володар Королівського кубка Саудівської Аравії (2): 2022/23, 2023/24
- Володар Суперкубка Саудівської Аравії (2): 2023, 2024
- Володар Кубка Бразилії (1): 2024